# Parectecephala longicornis
Parectecephala longicornis är en tvåvingeart som först beskrevs av Fallen 1820.  Parectecephala longicornis ingår i släktet Parectecephala och familjen fritflugor. Arten är reproducerande i Sverige. Inga underarter finns listade i Catalogue of Life.